# Olszewo Węgorzewskie
Olszewo Węgorzewskie (deutsch Olschöwen, 1938 bis 1945 Kanitz) ist ein Dorf in der polnischen Woiwodschaft Ermland-Masuren, das zur Landgemeinde Budry (Buddern) im Powiat Węgorzewski (Kreis Angerburg) gehört.

## Geographische Lage
Olszewo Węgorzewskie liegt im Nordosten der Woiwodschaft Ermland-Masuren, zehn Kilometer nördlich der Kreisstadt Węgorzewo (Angerburg).

## Geschichte
Das nach 1785 Ollschöwen, dann bis 1938 Olschöwen genannte Dorf wurde am 12. Oktober 1562 anlässlich der Verschreibung von 60 Hufen u. a. an den Kaufschulzen Mathes Olschofski erstmals erwähnt. Am 6. Mai 1874 wurde es Amtsdorf und damit namensgebend für den Amtsbezirk, der – ab 27. Januar 1939 in „Amtsbezirk Kanitz“ umbenannt – bis 1945 bestand und zum Kreis Angerburg im Regierungsbezirk Gumbinnen der preußischen Provinz Ostpreußen gehörte.
In Olschöwen mit den Wohnplätzen Bahnhof und Petersberg (polnisch Piotrówko) waren im Jahr 1910 insgesamt 516 Einwohner gemeldet. Ihre Zahl stieg bis 1925 auf 543 und verringerte sich bis 1933 auf 528, bis 1939 auf 509.
Aus politisch-ideologischen Gründen der Abwehr fremdländisch klingender Ortsnamen erfuhr Olschöwen am 3. Juni 1938 die Umbenennung in „Kanitz“. Sieben Jahre später kam der Ort in Kriegsfolge mit dem südlichen Ostpreußen zu Polen und heißt seither „Olszewo Węgorzewskie“.
Heute zählt das Dorf 164 Einwohner und ist Sitz eines Schulzenamtes (polnisch sołectwo), in das die Nachbarorte Maryszki (Marienwalde), Mniszki (Nonnenberg) und Piotrówko (Petersberg) einbezogen sind, und ein Teil der Landgemeinde Budry (Buddern) im Powiat Węgorzewski (Kreis Angerburg), vor 1998 der Woiwodschaft Suwałki, seither der Woiwodschaft Ermland-Masuren zugehörig.

### Amtsbezirk Olschöwen/Kanitz (1874–1945)
In den zwischen 1874 und 1945 bestehenden Amtsbezirk Olschöwen bzw. Kanitz waren eingegliedert:
| Name                | Änderungsname 1938 bis 1945 | Polnischer Name   | Bemerkungen                                                      |
| ------------------- | --------------------------- | ----------------- | ---------------------------------------------------------------- |
| Olschöwen           | Kanitz                      | Olszewo Węgorzewo |                                                                  |
| Wensowken           | Wensen                      | Wężówko           |                                                                  |
| ab 1876: Alt Gurren |                             | Stare Góry        | vorher: Amtsbezirk Lingwarowen, ab 1927 nach Gurren eingemeindet |
| ab 1876: Neu Gurren |                             | Nowe Góry         | vorher: Amtsbezirk Lingwarowen, ab 1927 nach Gurren eingemeindet |
| ab 1876: Gurren     |                             | Góry              | vorher: Amtsbezirk Lingwarowen                                   |

## Religionen

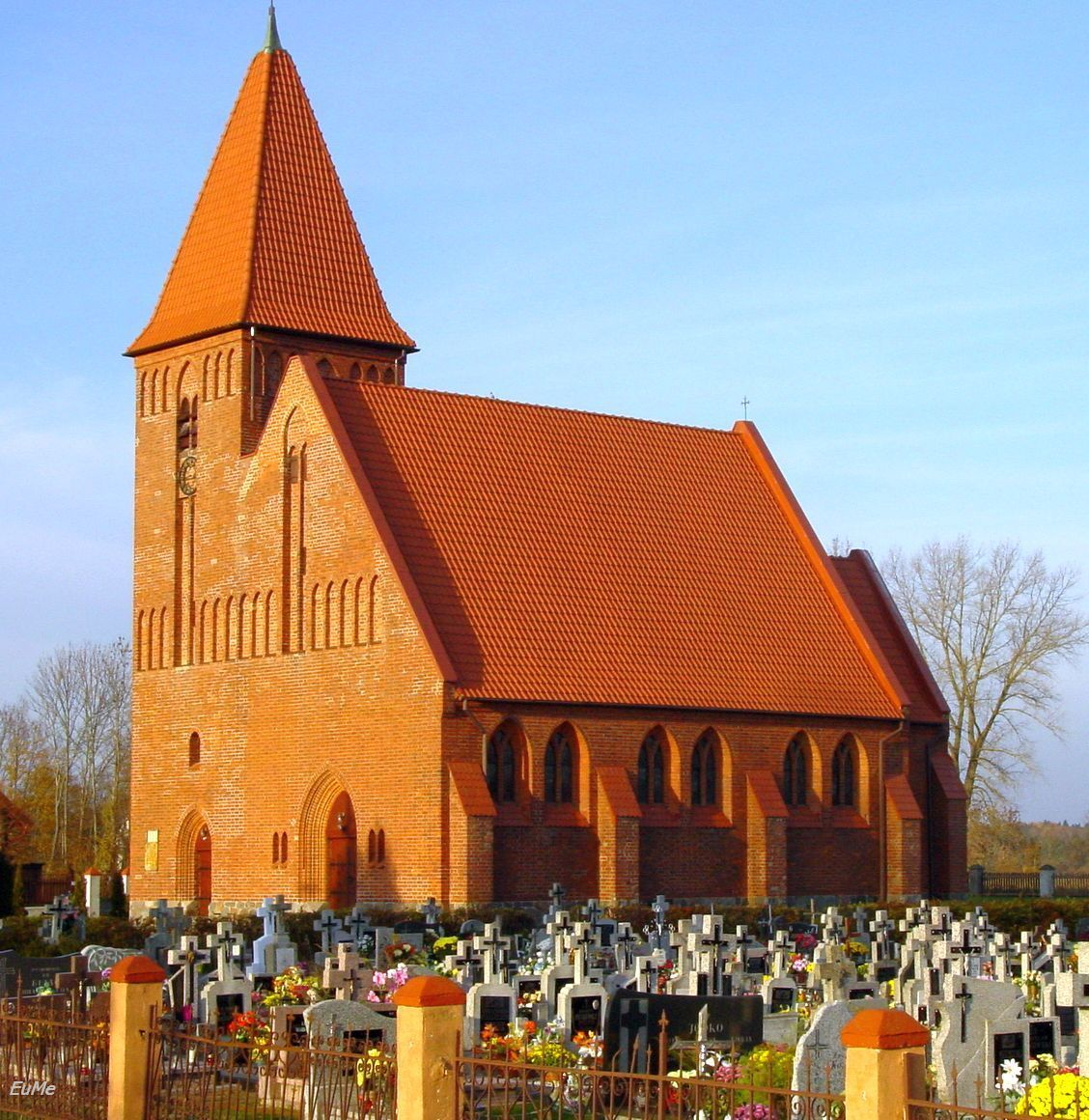
Kirche in Olszewo Węgorzewskie (Olschöwen/Kanitz)

### Kirchengebäude
Die Kirche in Olschöwen resp. Kanitz war eine der 14 ostpreußischen Jubiläumskirchen und wurde nach eineinhalbjähriger Bauzeit am 19. Dezember 1905 als evangelisches Gotteshaus eingeweiht. Es handelt sich um einen Ziegelbau auf Feldsteinfundament mit angesetztem seitlichen Turm in architektonischer Einheit mit dem Giebel des Langhauses. Die Kirche wurde nach 1945 als „Kreuzerhöhungskirche“ römisch-katholische Pfarrkirche.

### Kirchengemeinde

#### Evangelisch
Erst am 1. Juni 1897 wurde Olschöwen ein evangelisches Kirchdorf, in dem die Gottesdienste zunächst in einer Mietwohnung bzw. in der Schule gehalten werden mussten. Bis 1945 gehörte das neun Ortschaften umfassende Kirchspiel zum Kirchenkreis Angerburg in der Kirchenprovinz Ostpreußen der Kirche der Altpreußischen Union. Aufgrund von Flucht und Vertreibung der einheimischen Bevölkerung brach das kirchliche Leben ein. Die heute in Olszewo lebenden nur wenigen evangelischen Kirchenglieder gehören jetzt zur Kirchengemeinde in Węgorzewo (Angerburg), einer Filialgemeinde der Pfarrei in Giżycko (Lötzen) in der Diözese Masuren der Evangelisch-Augsburgischen Kirche in Polen.

#### Katholisch
Bis 1945 waren die nur wenigen katholischen Einwohner Olschöwens resp. Kanitz' nach Angerburg orientiert. Jetzt nutzen die in großer Zahl hier lebenden Katholiken das einst evangelische Gotteshaus vor Ort als ihre Pfarrkirche. Es wurde hier eine Pfarrei errichtet, die zum Dekanat Węgorzewo im Bistum Ełk (Lyck) der Römisch-katholischen Kirche in Polen gehört.

## Schule
Eine Schule wurde in Olschöwen im Jahre 1741 gegründet. Sie war zweiklassig angelegt. Die Schülerzahl sank von 110 (1853) auf 79 (1928), und belief sich 1935 dann auf 91. Das letzte Schulgebäude wurde im Jahre 1900 aus rotem Backstein errichtet.

## Verkehr
Olszewo Węgorzewskie liegt verkehrstechnisch ein wenig abseits und nur drei Kilometer südlich der polnisch-russischen Staatsgrenze. Von Pawłowo (Paulswalde) aus ist Olszewo über eine Nebenstraße zu erreichen, die in das Grenzgebiet bei Góry (Gurren) führt.
Zwischen 1914 und 1945 war Olschöwen (Kanitz) Bahnstation an der Bahnstrecke Angerburg–Gumbinnen. Der Bahnhof befand sich einen Kilometer südöstlich des Ortes an der Straße nach Pawłowo. Die Bahnlinie wurde 1945 aufgegeben.